# Pieter Willem Korthals
Pieter Willem Korthals (Amsterdam, 1º settembre 1807 – Haarlem, marzo 1892) è stato un botanico olandese.

## Biografia
Korthals fu il botanico ufficiale del servizio olandese delle Indie orientali dal 1831 al 1836. Tra le sue numerose scoperte c'era la pianta medicinale Mitragyna speciosa. Korthals scrisse la prima monografia sulle Nepenthes, "Over het geslacht Nepenthes", pubblicata nel 1839.
Carl Ludwig Blume chiamò il genere botanico Korthalsia (famiglia Arecaceae) in onore di Korthals, e Philippe Édouard Léon van Tieghem introdusse il nome del genere Korthalsella (famiglia Santalaceae) in suo onore. Bulbophyllum korthalsii prese il suo nome.
| Korth. è l'abbreviazione standard utilizzata per le piante descritte da Pieter Willem Korthals. Consulta l'elenco delle piante assegnate a questo autore dall'IPNI. |